# Дело валютчиков
Дело Рокотова — Файбишенко — Яковлева — судебный процесс в СССР в 1961 году по обвинению Яна Рокотова, Владислава Файбишенко и Дмитрия Яковлева в незаконных валютных операциях.

## История

### Первый суд
Валютчик и фарцовщик Ян Рокотов по кличке Косой совместно с друзьями Владиславом Файбишенко по кличке Владик (Червончик) и Дмитрием Яковлевым по кличке Дим Димыч ещё в октябре 1958 года организовал сложную систему посредников для скупки иностранной валюты и зарубежных товаров у иностранных туристов. При этом Рокотов и Яковлев были осведомителями ОБХСС, что помогало им оставаться безнаказанными.
В 1960 году КГБ разоблачил всех троих, им было вменено ещё 17 эпизодов мошенничества в особо крупном размере. При задержании у Рокотова был изъят чемодан, в котором хранились валюта, золотые монеты и советские деньги на общую сумму 1,5 млн долларов США. В момент задержания Файбишенко при нём оказалось 148 золотых английских фунтов и большая сумма в рублях, а при обыске его съёмной квартиры была найдена валюта почти на полмиллиона рублей.
Позднее суд установил, что «Рокотов скупил и перепродал валюты и золотых монет на сумму свыше 12 миллионов рублей, а Файбишенко скупил и перепродал валюты на общую сумму около 1 миллиона рублей (в старых денежных знаках)». Общая сумма валютных сделок, которые были совершены участниками группы, составляла 20 млн рублей. Осуждённые были приговорены к 8 годам лишения свободы.

### Второй суд
В 1961 году Первый секретарь ЦК КПСС Никита Хрущёв ездил в Берлин (ГДР), где во время встречи с немецким представителем ему заявили, что такого страшного чёрного рынка, как в Москве, нет нигде в мире.
Вернувшись в Москву, Хрущёв затребовал все дела по фарцовщикам и валютчикам, одновременно развернулась кампания по борьбе с фарцовщиками, но Хрущёву нужен был громкий, показательный процесс. На пленуме ЦК он зачитал «письмо» рабочих Ленинградского металлического завода, «возмущённых мягкостью приговора» к тому времени отбывавшим 8-годичный срок наказания Рокотову, Файбишенко и Яковлеву. Он пригрозил Генеральному прокурору СССР Руденко: «Не думайте, что ваша должность пожизненна!» (Руденко впоследствии стал единственным генпрокурором СССР, занимавшим должность до смерти).
Дело было пересмотрено, и суд назначил новое наказание — 15 лет лишения свободы.

### Третий суд
После изданного в спешном порядке указа «Об усилении уголовной ответственности за нарушение правил валютных операций» состоялся третий пересмотр дела. В июле 1961 года Рокотов и Файбишенко, а чуть позднее и Яковлев были приговорены к расстрелу по закону, принятому после совершения деяния. Все кассационные жалобы были отклонены, и приговор был приведён в исполнение. Осуждённые стали одними из немногих расстрелянных по приговору суда за фарцовку и незаконные валютные операции. Расстрел вызвал протесты даже у следователей по делу, так как был вопиющим нарушением фундаментальных принципов права в виде применения обратной силы закона. Кроме того, Яковлев сообщил следствию множество ценных сведений и был тяжело болен. По решению горкома КПСС от должности был отстранён председатель Мосгорсуда Л. А. Громов за «мягкость» первоначального приговора.